# کوری (دهانه)
کوری یک دهانه برخوردی در ماه‌ است.

## دهانه‌های اقماری
این دهانه ۱ دهانه اقماری دارد.
| Joliot | عرض جغرافیایی | طول جغرافیایی | قطر          |
| ------ | ------------- | ------------- | ------------ |
| P      | ۲۲.۲° N       | ۹۱.۹° E       | ۱۲.۰ کیلومتر |